# LI Armeekorps
LI Armeekorps var en tysk armékår under andra världskriget. Kåren sattes upp den 25 november 1940.

## Bakgrund
Armékåren deltog i Balkanfälttåget våren 1941 där den ryckte söderut från Ostmark mot Zagreb. Efter fälttågets avslutande stannade kåren kvar i området som ockupationsstyrka för att sedan, i augusti 1941, förflyttas till den södra delen av östfronten. Där deltog kåren i inringningsoperationen mot Kiev. 
Därefter ryckte LI Armeekorps vidare mot området kring Charkov och stannade sedan kvar i området. Våren 1942 höll armékåren på att förbereda sig inför den tyska sommaroffensiven, Fall Blau, när ett sovjetiskt anfall kom, Operation Fridericus (även kallat andra slaget om Charkov).
LI. Armeekorps framryckte under sensommaren mot Stalingrad. I slutet av november samma år blev armékåren ett av de tyska förband som blev instängda. Vid den tyska kapitulationen den 2 februari 1943 upphörde kåren att existera.

## Befälhavare
Kårens befälhavare:
- General der Infanterie Hans-Wolfgang Reinhard 25 november 1940 – 8 maj 1942
- General der Artillerie Walter von Seydlitz-Kurzbach  8 maj 19423 – 1 januari 1943

Stabschef:
- Oberst Hans Clausius   28 augusti 1941 – 18 januari 1943